# 부분탈색털난쟁이호저
부분탈색털난쟁이호저(Coendou pruinosus)는 아메리카호저과에 속하는 설치류의 일종이다. 콜롬비아부터 베네수엘라 북부와 동부 사이에서 발견된다. 이전에 한때는 난쟁이호저속(Sphiggurus)으로 분류했으나 유전학 연구를 통해 다계통군으로 밝혀짐에 따라 더 이상 난쟁이호저속은 인정하지 않고 있다. 해발 50m와 2600m 사이의 저지대 열대 우림과 운무림에서 서식한다. 핵형은 2n=42, FN=76이다. 근연종은 갈색털난쟁이호저(Coendou vestitus)이다.